# إنغلبرت دولفوس
إنغلبرت دولفوس (بالألمانية: Engelbert Dollfuß أو Dollfuss؛ وُلد في 4 أكتوبر 1892 – وتوفي في 25 يوليو 1934)، سياسي نمساوي، شغل منصب مستشار النمسا بين عامي 1932 و1934، وحكم البلاد كديكتاتور خلال تلك الفترة. سبق له أن تولّى وزارة الغابات والزراعة، ثم ارتقى إلى منصب المستشار الاتحادي في عام 1932 في ظل أزمة سياسية عميقة عصفت بالحكومة المحافظة آنذاك.
بلغت الأزمة ذروتها حين أقدم البرلمان النمساوي على ما يُعرف بـ"الإلغاء الذاتي"، وذلك عقب استقالة هيئة رئاسة المجلس الوطني، ما أدى فعليًا إلى تعطيل المؤسسة التشريعية. استغل دولفوس هذا الفراغ لترسيخ سلطته؛ فقمع الحركة الاشتراكية خلال الحرب الأهلية النمساوية، ثم حظر الحزب النازي النمساوي لاحقًا.
في عام 1934، أصدر دولفوس دستور الأول من مايو الذي كرّس نظامًا سلطويًا يُعرف بـ"الدولة الاتحادية النمساوية" أو الاستبداد الأبوي (Austrofascism). في وقت لاحق من نفس العام، اغتيل دولفوس على يد عملاء نازيين نمساويين خلال محاولة انقلاب فاشلة.
خلفه في الحكم المستشار كورت شوشنيغ، الذي حافظ على طبيعة النظام السلطوي حتى الأنشلوس (ضم النمسا إلى ألمانيا النازية) عام 1938 بقيادة أدولف هتلر.

## روابط خارجية
- إنغلبرت دولفوس على موقع الموسوعة البريطانية (الإنجليزية)
- إنغلبرت دولفوس على موقع إن إن دي بي (الإنجليزية)
- إنغلبرت دولفوس على موقع ديسكوغز (الإنجليزية)